# Parčík Pohádka (Hradec Králové)
Parčík Pohádka je park v Hradci Králové, který se nachází v částečném vnitrobloku mezi Gočárovou třídou, ulicemi Šafaříkovou, V Lipkách a budovou filozofické fakulty. Jeho velikost je 4 236 m² a vznikl v roce 2001 revitalizací zanedbané zahrady základní školy, dnes Pedagogické fakulty UHK.

## Historie

### Před založením parku
Původně zde bývalo volné prostranství – obyčejná louka, z níž se později stala zahrada učitelského ústavu, resp. Pedagogické fakulty Univerzity Hradec Králové, která byla při stavbě budovy YMCA citelně znehodnocena. V období komunistického režimu byla opomíjena až zanedbávána.

### Vznik
Zahrada byla přebudována podle architektonického návrhu ing. Petry Součkové a ing. arch. Františka Čurdy v roce 2001. Autoři výše zmíněného návrhu využili jako základ parčíku původní vzrostlé stromy, které obohatili další parkovou výsadbou a mobiliářem, k němuž přibylo dětské hřiště. Veřejná zakázka na stavební úpravy byla 6. března 2001 zadána firmě Stavo & Sachs Kukleny, s.r.o., Hradec Králové, která ji úspěšně dokončila.
Postupem času muselo být opraveno i dětské hřiště, jehož některé dožilé prvky byly v roce 2009 nahrazeny novými.

## Galerie

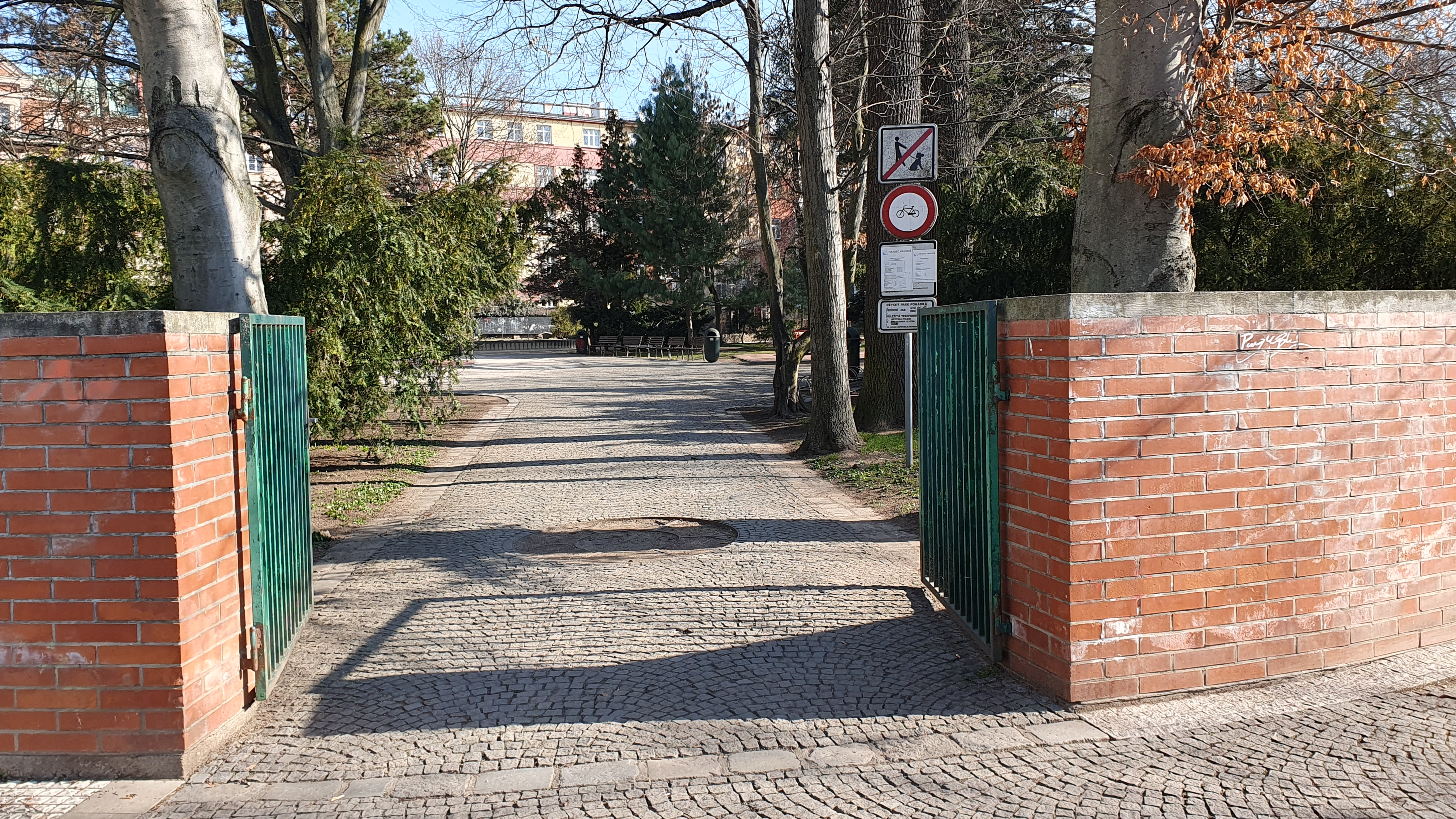
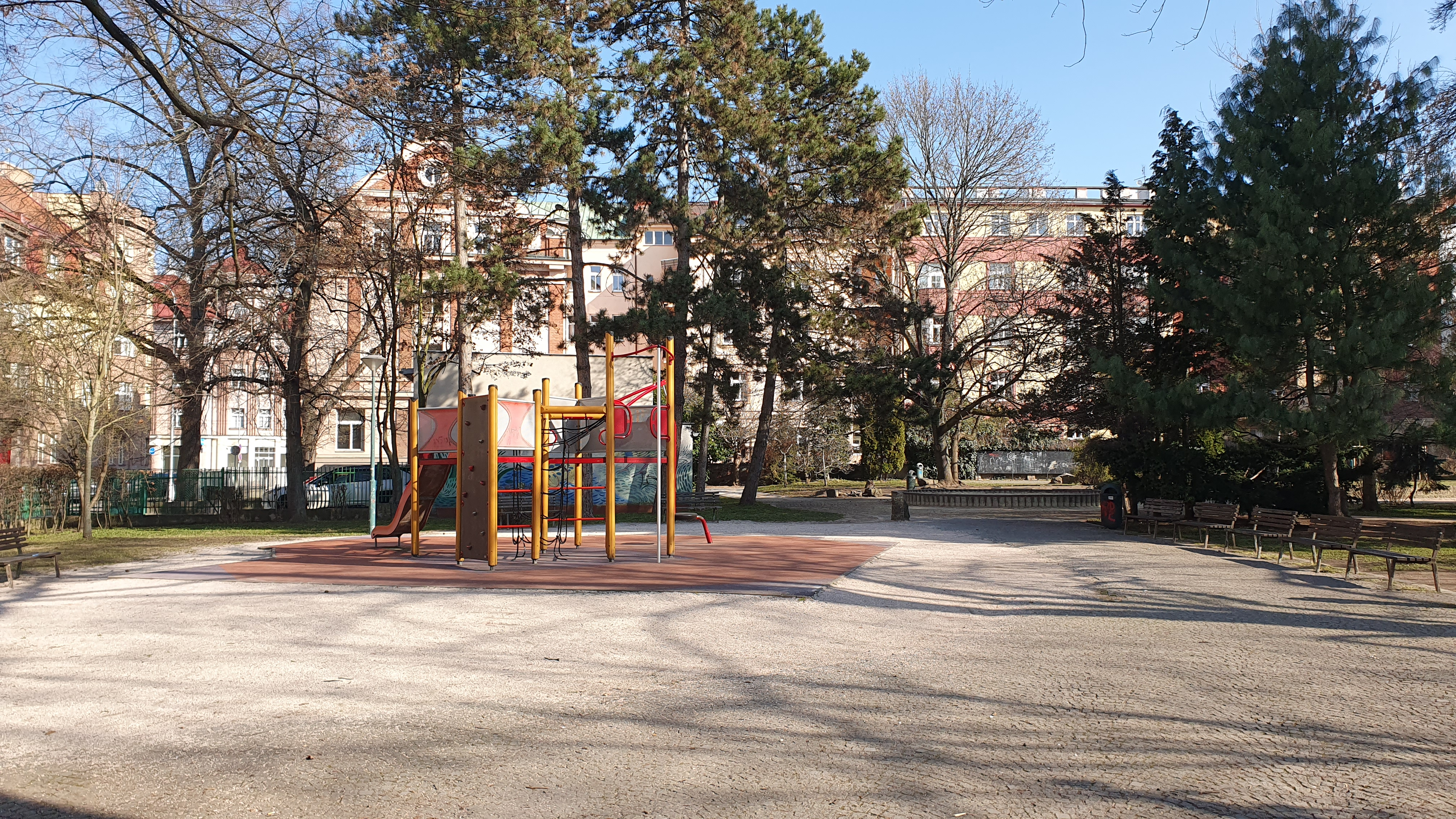
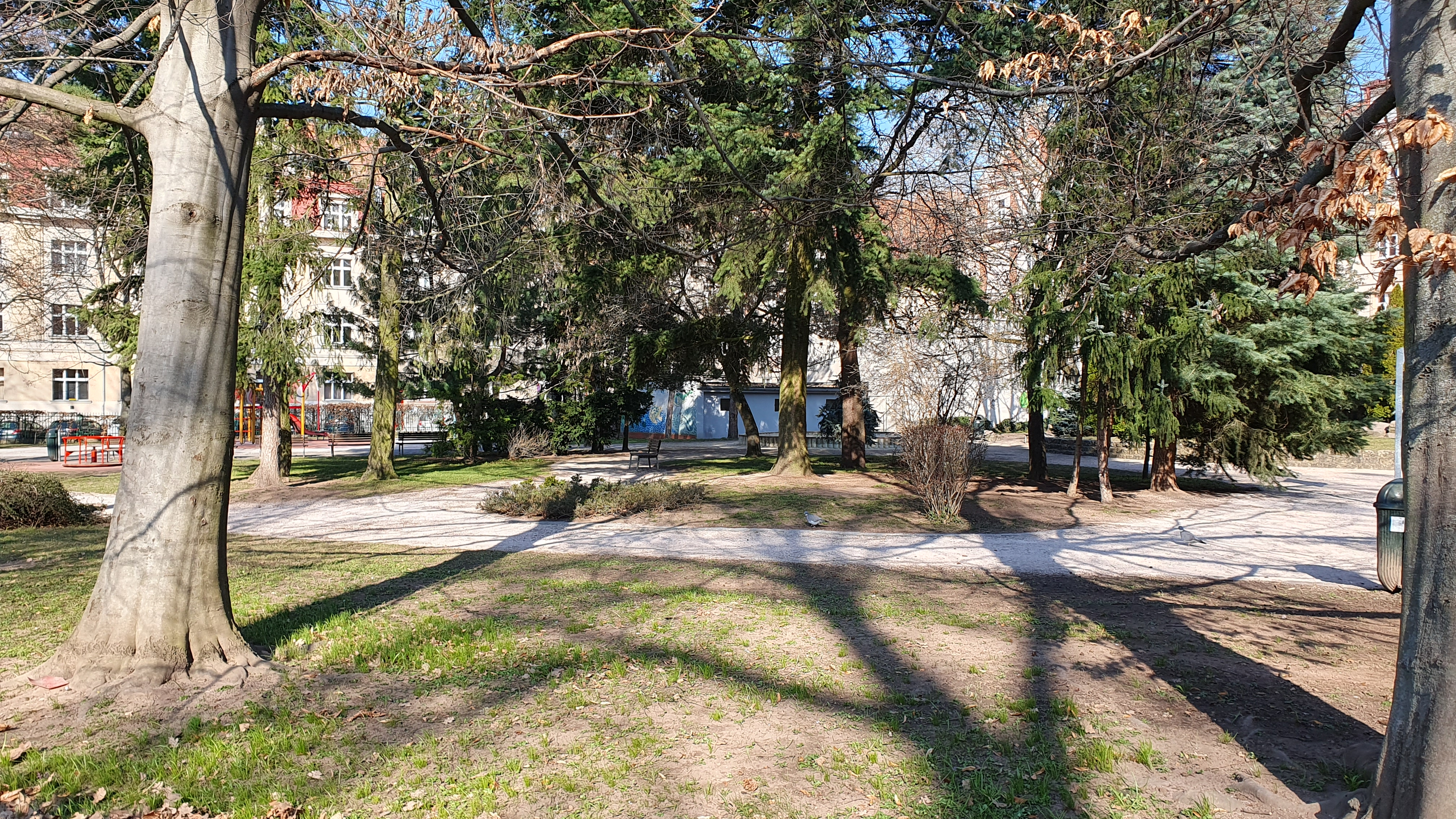
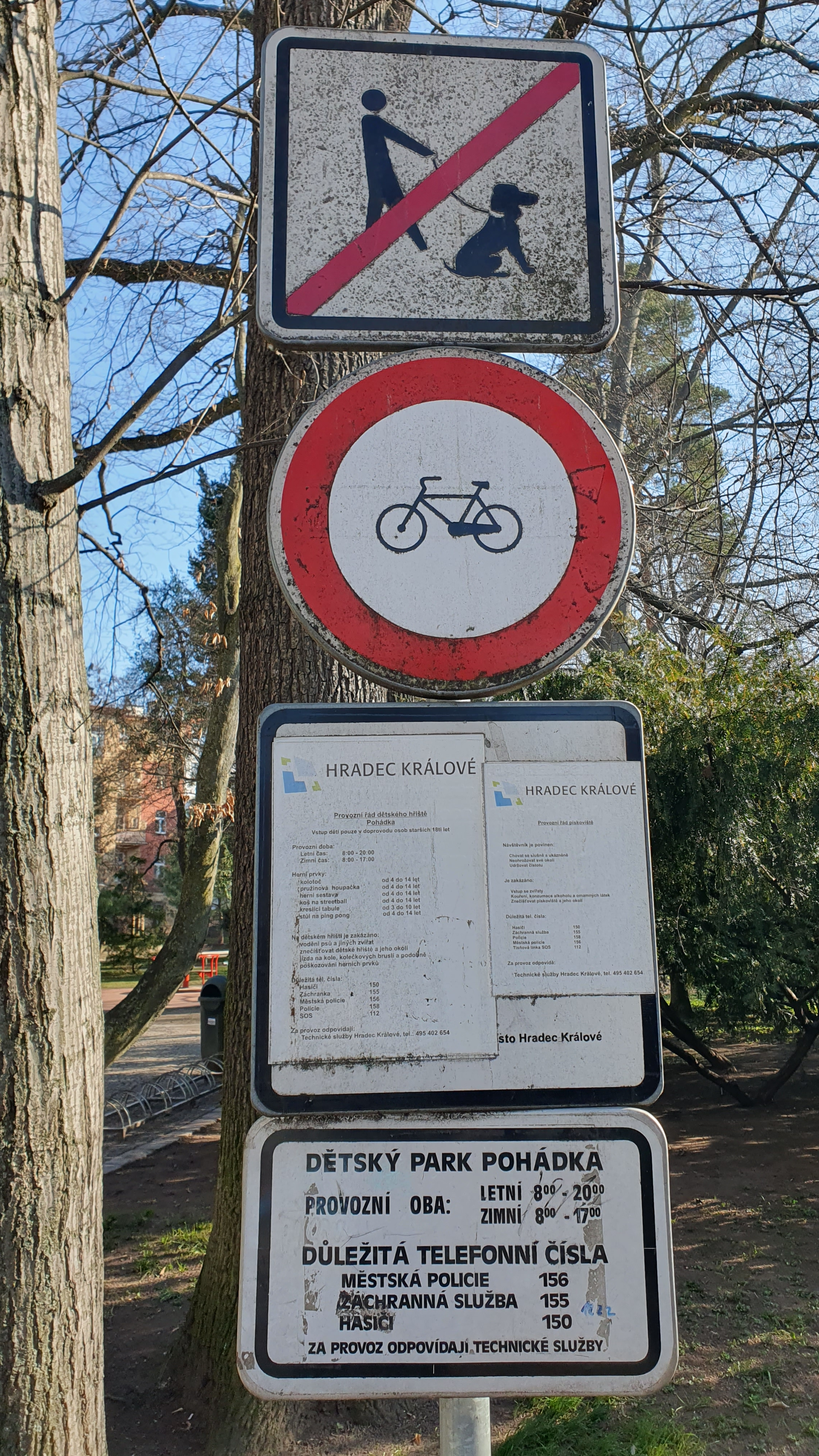